# Cyrus Vance
Cyrus Vance (født 27. marts 1917 i Clarksburg, West Virginia, USA, død 12. januar 2002 i New York City) var præsident Jimmy Carters udenrigsminister. Han var jurist fra Yale-universitetet. Hans karriere bragte ham først til marinen, derefter til advokatpraksis før han gik ind i politikken.
Under sine år i Carters regering gjorde han sit yderste for at fremme afspændingen i verden. Men i 1980 gik han af i protest mod Carters håndtering af gidselsituationen i Iran.
I 1992 vendte han tilbage til politikken som FN-forhandler i Bosnien-Hercegovina.